# Geologisk karta

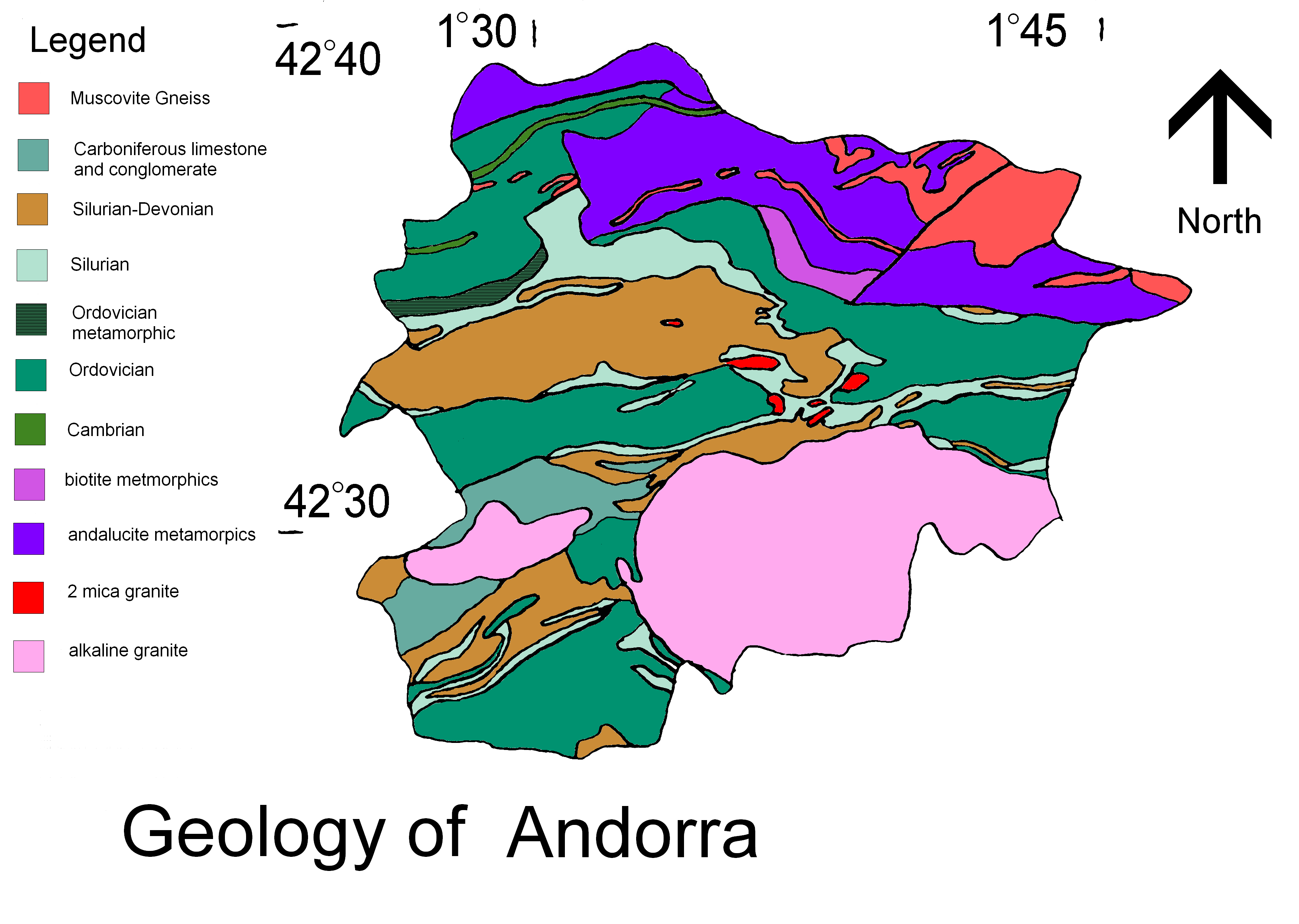
Geologisk karta av Andorra

En geologisk karta är en tolkning av geologin inom ett område. Svenska geologiska kartor produceras av bland andra Sveriges geologiska undersökning. Det finns olika typer av geologiska och geovetenskapliga kartor. Geologiska kartor är ofta färgglada, och har en legend där de individuella färgerna förklaras. Den äldsta bevarade geologiska kartan är Turin papyruskartan.

## Berggrundsgeologisk karta
Fältobservationer av den blottade berggrunden ligger till grund för den tolkning av berggrunden som en berggrundsgeologisk karta utgör. Genom att tolka utbredningen av de bergartsenheter som finns blottade kan man kartera ut de större geologiska dragen och dra olika bergartsgränser. Geologiska kartor kan också innehålla information om områdets tektoniska utveckling eller åldersrelationen mellan olika bergartsenheter. Olika färger på en berggrundsgeologisk karta innebär olika berggrundsenheter eller bergarter.

## Jordartsgeologisk karta
Svenska jordartskartor beskriver främst utbredningen av olika jordarter och andra lämningar efter den senaste inlandsisen, till exempel isräfflor.

## Geologiska kartor i Sverige
Tidiga geologiska kartor framställdes bland annat av Daniel Tilas och Samuel Gustaf Hermelin. Jakob Henrik af Forselles utgav 1838-1855 Geognostisk karta öfver Sverige i 18 blad, det första mer ambitiösa försöket att beskriva hela Sverige geologiskt. Då Axel Erdmann 1856 utgav Geologisk karta öfver Fyrisåns dalbäcken blev den stilbildande även för kartor utomlands, i sitt sätt att redovisa såväl berggrund som jordarternas sammansättning. Då Sveriges geologiska undersökning bildades 1858 var syftet i första hand att utge geologiska kartor, 1862-1974 utgavs kartserie Aa över Svealand och Götaland, i skalan 1:50.000. Vissa områden karterades dock endast i skalorna 1:200.000 (serie ab) och 1:100.000 (serie ac). Från 1938 kartlades Norrland i kartserierna Ba (skala 1:200.000) och Ca (skala 1:400.000). 1958 utgavs storskaliga översiktskartor (skala 1:1.000.000). Från 1958 har även en jordartskarta i skala 1:50.000 (serie af) getts ut. 1971 inleddes arbetet med en fullständig berggrundskarta (serie af). Senare serier var de hydrogeologiska kartserierna (serie ah) och den maringeologiska kartan (serie am).
SGU-kartan fungerade även fram till den flygfotobaserade Ekonomiska kartans introduktion som fornminneskarta.
Sedan 2005 utges alla SGU-kartor i serie k.